# Redman
Reginald "Reggie" Noble (Newark, New Jersey, USA, 1970. április 17. –) művésznevén Redman, afroamerikai MC, rapper, DJ, producer és színész.
Az 1990-es évek elején válik ismertté a Def Jam kiadó művészeként, továbbá Method Man-nel való közös szereplésük folytán, beleértve epizód és filmszerepeket a zene (Method Man & Redman) mellett. A Hit Squad (1993-tól Def Squad) oszlopos tagja az 1990-es évek kezdete óta.

## Zenei pályafutása
Miután Erick Sermon (az EPMD-ből) kiszúrta Redmant freestyle közben egy New York-i bárban, Sermon bevette a Hit Squadba, melynek tagjai olyan előadók voltak, mint például K-Solo vagy Das EFX. Először 1990-ben az EPMD Business as Usual (Def Jam 1990) albumán debütált, két track-en is szerepelt a Hardcore és a Brothers On My Jock-ban. Redman első, 1992-es szólóalbuma, a Whut? Thee Album aranylemez lett az államokban. Ezután az egyik ottani vezető hiphop magazin, a The Source Redmant nevezte meg 1993 legjobb Rap Előadójának.

## Diszkográfia
Stúdióalbumai
- 1992: Whut? Thee Album
- 1994: Dare Iz a Darkside
- 1996: Muddy Waters
- 1998: Doc's da Name 2000
- 2001: Malpractice
- 2007: Red Gone Wild: Thee Album
- 2010: Reggie
- 2012: Muddy Waters 2

Közreműködő albumai
- 1998: El Niño (Def Squad-dal)
- 1999: Blackout! (Method Man-nel)
- 2009: Blackout! 2 (Method Man-nel)
- 2011: Blackout! 3 (Method Man-nel)

## Egyéb médiaszereplései

### Videojátékok
- NBA 2K1 (Rejtett karakter)
- Def Jam Vendetta
- Def Jam: Fight For NY
- Def Jam: Icon
- True Crime: New York City
- NBA 2K6 (24/7 EBC made), hírességként felkonferálva

### Televíziós műsorok
- 2000: The Jamie Foxx Show 4. évad, 21. epizód "Jamie in the Middle"
- 2002: Doggy Fizzle Televizzle (skit appearance)
- 2002: Stung - (házigazda)
- 2003: Chappelle's Show 1. évad, ahol képzeletbeli wc tisztítóját reklámozza.
- 2004. június 17. – július 26. : Method & Red - Főszerep, Method Man-nel
- 2005: Trippin'
- 2007: Wild 'N Out 4. szezon
- 2007: Celebrity Rap Superstar - Mentor

### Filmszerepei
- 1999: Colorz of Rage[2] - (Trevor)
- 1999: P.I.G.S - rövid komédia (10perces)
- 2000: Boricua's Bond - (Redman)
- 2000: Backstage
- 2001: Statistic: The Movie[3] - (Limpin' Lenny)
- 2001: How High[1] - (Jamal)
- 2003: Thaddeus Fights the Power!
- 2004: Chucky ivadéka - (Seed of Chucky) - (Redman)
- 2005: Hip-Hop Honeys: Las Vegas - (házigazda)
- 2006: Rock the Bells - (Redman)
- 2006: High Times Stony Awards (co-host)
- TBA: How High 2

## Díjak/Jelölések
Kétszer jelölték Grammy-díjra:
- - 2001. Legjobb rap duó vagy csapat (A De La Soul-lal) - "Ooh" c. szám (jelölve)[4]
  - 2003. Legjobb Pop közreműködés - "Dirrty" c. szám Christina Aguilera-val (jelölve)[5]